# Protospathaire
Un protospathaire (en grec πρωτοσπαθάριος, prōtospatharios ; parfois abrégé en άσπαθάριος, avec α’, « premier ») est une des plus hautes dignités de l'Empire byzantin à l'époque mésobyzantine (VIIIe – XIIe siècles), conférée aux principaux généraux et aux gouverneurs provinciaux, ainsi qu'à des princes étrangers.

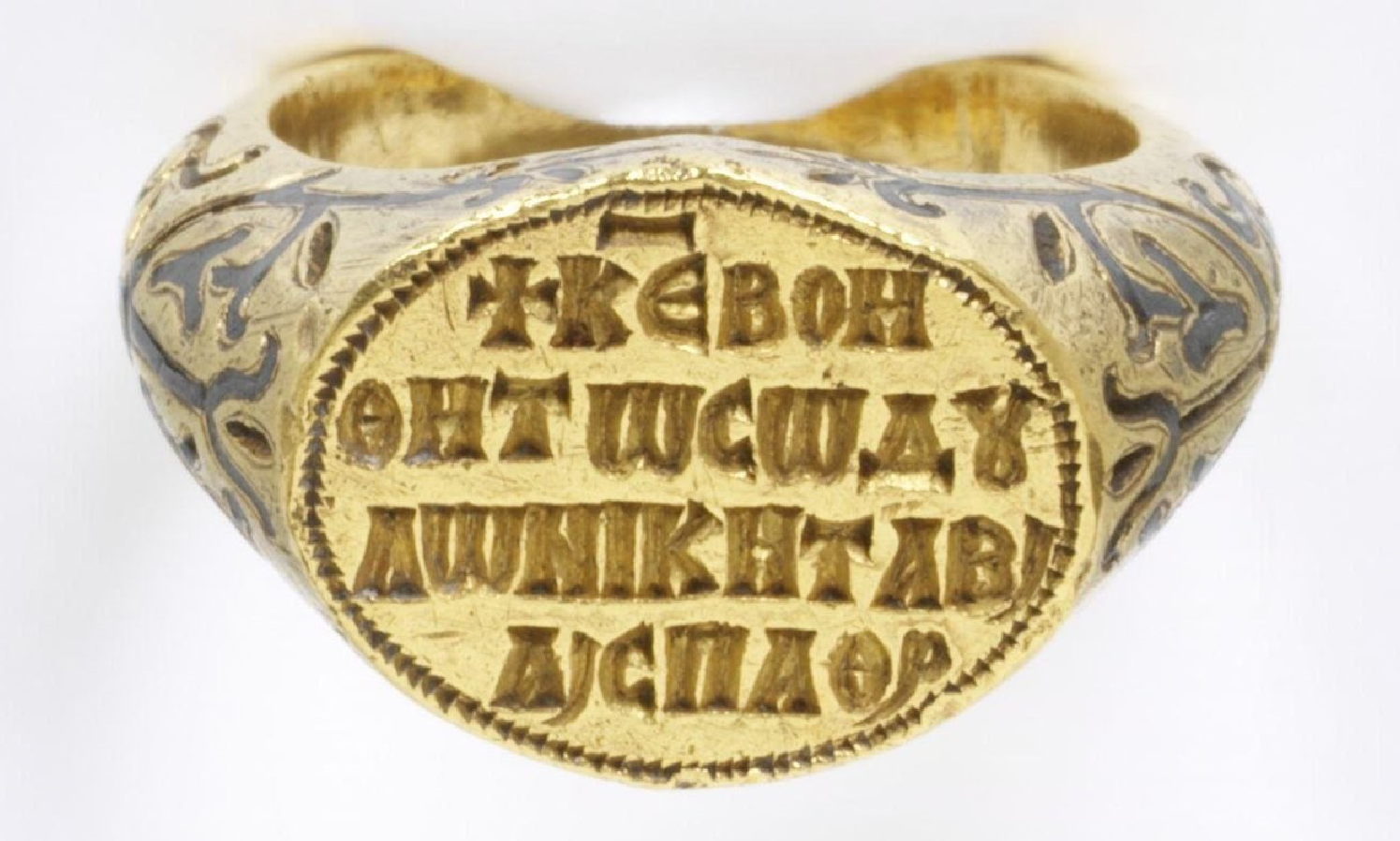
Sceau de Nicetas, protospataire impérial; la dernière ligne étant l'abréviation ά-σπαθ-άριος

## Histoire
La signification du titre, « premier spatharios », montre son rôle originel de chef de l'ordre (taxis) des spatharioi, des gardes du corps impériaux, déjà attestés au VIe siècle. Probablement sous les Héraclides, il devient une dignité honorifique, conférée à des commandants de haut rang de thèmes, des hauts officiels de la cour et des souverains étrangers,. La première référence concrète à un prōtospatharios apparaît dans la Chronique de Théophane le Confesseur, qui mentionne « Serge, prōtospatharios et stratēgos de Sicile » en 718. À la fin du IXe siècle, le prōtospatharios suit dans la hiérarchie le patrikios et précède le dishypatos. La dignité entraîne par ailleurs l'appartenance au Sénat byzantin. Le prestige qui y est attaché est par conséquent très grand, comme le montre l'histoire relatée par l'empereur Constantin VII Porphyrogénète (r. 913-959) dans son De administrando Imperio : sous le règne de son père Léon VI le Sage (r. 886-912), un clerc âgé de la Nea Ekklesia, Ktènas, paya 60 litras d'or (environ 19,4 kg), soit soixante fois le traitement annuel de 72 nomismata auquel les prōtospatharioi avaient droit, pour acquérir le titre ; mort deux ans plus tard, il ne vécut cependant pas assez longtemps pour jouir de son nouveau statut,. Comme d'autres titres de la période mésobyzantine, son importance décroît fortement au XIe siècle. La dernière occurrence date de 1115, bien que le titre soit toujours mentionné par le pseudo-Kodinos (milieu du XIVe siècle).
Selon le Klētorologion de Philothée (899), on distingue parmi les titulaires les eunuques des « hommes barbus » (barbatoi) : en plus de l’insignium de leur rang, un collier d'or (maniakion) incrusté de perles, les eunuques portent une tenue spécifique, une tunique blanche ornée d'or et un doublet rouge aux parements d'or ; les non-eunuques se distinguent uniquement par un col doré (kloios) paré de pierres précieuses. Les exemples peints dans les manuscrits enluminés varient toutefois fortement à travers les époques.

## Typologie
On distingue plusieurs prōtospatharioi particuliers :
- le prōtospatharios responsable du Chrysotriklinos (πρωτοσπαθάριος τοῦ Χρυσοτρικλίνου), une salle de réception du Grand Palais[7] ;
- le prōtospatharios responsable du Lausiakos (πρωτοσπαθάριος τοῦ Λαυσιακοῦ), une des salles adjacentes au Chrysotriklinos, dont le personnel (oikeiakoi) remplit très vraisemblablement des fonctions liées à la préparation des banquets impériaux[8],[2] ;
- le prōtospatharios ou katepanō des basilikoi anthrōpoi (πρωτοσπαθάριος/κατεπάνω τῶν βασιλικῶν), un corps de serviteurs impériaux de bas rang ; il est mentionné parmi les stratarchai, ce qui indique une fonction militaire non-spécifiée. Son personnel inclut des fonctionnaires de rang plus bas (des spatharioi et kandidatoi), avec un domestikos comme assistant principal[9],[10] ;
- le prōtospatharios tēs Phialēs (πρωτοσπαθάριος τῆς Φιάλης), une espèce de juge des rameurs de la marine byzantine basée près de Constantinople ; tout comme les fonctions exactes du poste, le terme phialē (« bassin ») est obscur, mais fait peut-être référence à un lieu situé dans le port du palais de Boucoléon[2].